# Nelson (utónév)
A Nelson angol eredetű férfikeresztnév. Jelentése Neil fia. Angol és portugál nyelvterületen elterjedt a használata.

## Híres Nelsonok
- Nelson Mandela dél-afrikai polgárjogi vezető, a Dél-afrikai Köztársaság elnöke (2007).
- Nelson Angelo Piquet német születésű brazil autóversenyző, Formula–1-es pilóta.
- Nelson Repenning amerikai egyetemi oktató.
- Nelson Rockefeller politikus, korábban New York állam kormányzója, az Egyesült Államok alelnöke.
- Nelson H. Barbour amerikai millerita adventista evangélium-hirdető.
- Leonard Nelson német matematikus, filozófus
- Nelson Algren amerikai író
- Nélson de Jesus Silva (Dida) brazil válogatott labdarúgó kapus.
- Nelson Acosta, a chilei labdarúgócsapat szövetségi kapitánya.
- Nelson Pinto chilei válogatott labdarúgó játékos.
- Nelson Tapia chilei válogatott labdarúgó játékos.